# Ophiopinotus pinotus
Ophiopinotus pinotus är en stekelart som beskrevs av Husain och Kudeshia 1987. Ophiopinotus pinotus ingår i släktet Ophiopinotus och familjen gallglanssteklar. Inga underarter finns listade i Catalogue of Life.